# Marcela Romero
Marcela Romero  (Ciudad de México, 8 de abril de 1959) es una promotora cultural, actriz, escritora y narradora mexicana, con reconocimiento internacional por sus publicaciones y cuentos. 

En una entrevista declaró:
El reto [de los narradores] es doble porque en un mundo tan lleno de avances tecnológicos debemos lograr que las personas hagan a un lado la tecnología y se den tiempo de escuchar e imaginar.

## Biografía
Estudió la licenciatura en Relaciones Internacionales por la Universidad Nacional Autónoma de México en paralelo a sus inicios como actriz de teatro.
En 1990 inició como narradora oral escénica con el dramaturgo Francisco Garzón Céspedes. Posteriormente se especializó con Maira Navarro, así como en los talleres de voz con Eve Rossel y de improvisación con Omar Argentino Galván. 
Su labor de cuentacuentos incluye presentaciones en festivales de Iberoamérica y Europa; en los países de México, Cuba, Costa Rica, República Dominicana, España y Gran Bretaña, entre otros.
Ha sido descrita como 'formadora de nuevos contadores de historias' por su dedicación a la enseñanza de la narración oral de la cual, reconoce no solo el carácter lúdico, sino de instrumento pedagógico y terapéutico. Si bien, sus talleres y diplomados están dirigidos de manera particular a jóvenes y adultos, también realiza presentaciones para el público infantil en las ferias y festivales, además de cuentos escritos. Ejemplo de ello, fue su participación ante alumnos de primaria en el Ciclo de Cuentacuentos KM 52 (Veracruz).
Durante el Foro Permanente de Narración Oral (Zacatecas, 2018) logró programar funciones para diversos públicos, una vez narró cuentos a niños de día y por la noche a jóvenes y adultos, al día siguiente; a personas de todas las edades.
En su repertorio de cuentacuentos, además de relatos tradicionales incluye obras de Rudyard Kipling, Juan José Arreola, Eduardo Galeano, Enriqueta Nava Gómez y Francisco Hinojosa, entre otros. También ha interpretado los textos de Elena Poniatowska, Cristina Pacheco y Luis Villoro, en presencia de sus autores.

## Proyectos

### Narración oral
- Espejismo (2021)
- El conejo y el coyote (2020)
- Con el ojo en la cerradura (2018)
- Disco Son puros cuentos... Son
- Disco Historias de altares.[10][11][9][12]

### Talleres
- El gozo de contar cuentos (Unidad de Vinculación Artística Tlatelolco, UNAM)
- Técnicas de expresión oral (UNAM)
- Taller de perfeccionamiento artístico (2018)[7]

### Publicaciones
- Libro El universo robado (Instituto Nacional Electoral, 2019)[13]

## Participaciones
- Taller infantil y juvenil (Secretaría de Relaciones Exteriores, 2021)[14]
- El gozo de la lectura: Libros, autores y lectores (Secretaría de Cultura, Gobierno de México, 2019)
- Cuentacuentos KM 52 (Gobierno de Poza Rica, Veracruz, México, 2019)
- Foro Permanente de Narración Oral (Zacatecas, 2018)
- Feria del Libro de Aguascalientes (2013)
- Festival Internacional Cuentos y Cuentistas (Ciudad de México, 2012)[7]
- Festival A la orilla del viento (Fondo de Cultura Económica)
- Encuentro de promotores de cultura infantil
- Feria Internacional del Libro de Guadalajara
- Festival Cervantino
- Festival del Centro Histórico de la Ciudad de México.[15][8][16]

## Premios y reconocimientos
- Becaria del Fondo Nacional para la Cultura y las Artes (2009-2010 y de 2016-2018)[12]
- Nuestro Aplauso, Narradores Orales de Santa Catarina (2009)
- Reconocimiento a la labor de fortalecimiento y preservación del patrimonio intangible de los pueblos (Zacatecas, 2006)
- El Caracol,  Asociación Mexicana de Narración Oral (2005)
- Premio Chamán (Ciudad de México,1996)
- Premio Brocal (Cuba, 1994)
- Palabras como Gaviotas (España, 1993).[5]